# نیاموراگیرا
نیاموراگیرا (به لاتین: Nyamuragira) یک آتشفشان سپری و آتشفشان در جمهوری دموکراتیک کنگو است که در کیوو شمالی واقع شده‌است. نیاموراگیرا ۳٬۰۵۸ متر بالاتر از سطح دریا واقع شده‌است.